# Новогорське
Нового́рське (рос. Новогорское) — село в Граховському районі Удмуртії, Росія.

## Населення
Населення — 458 осіб (2010; 546 у 2002).
Національний склад станом на 2002 рік:
- росіяни — 65 %

## Господарство
В селі діють початкова школа, дитячий садок, будинок культури та будинок культури.

## Історія
Прихід села Новогорське відкритий за указом Священного Синоду від 12 червня 1852 року, того ж року почалось будівництво дерев'яної церкви. Вона була завершена 1853 року і 20 березня освячена в ім'я Святого пророка Іллі. За даними 10-ї ревізії 1859 року в селі було 21 двір та проживало 248 осіб. В результаті пожежі 10 липня 1860 року Іллінська церква згоріла і в 1864 році почалось будівництво кам'яного храму. Він був завершений 1869 року. В 1890-их роках в Єлабузькому повіті була утворена Новогорська волость, центром було обрано село Новогорське. З 1920 року в селі розміщувався центр Новогорської сільської ради. В 1924 році Новогорська волость була ліквідована і Новогорське перейшло до Граховської волості, але залишилось центром сільської ради, до якої було віднесено ще 11 сіл. 18 травня 1945 року Іллінська церква була повернута вірянам і довгий час залишалась одним з небагатьох діючих храмів району.

## Урбаноніми[3]
- вулиці — Кавказька, Молодіжна, Набережна, Нова, Шкільна